# Mistrzostwa Świata Juniorów w Curlingu 1994
Mistrzostwa Świata Juniorów w Curlingu 1994 – turniej, który odbył się w dniach 2-9 kwietnia 1994 w bułgarskiej Sofii. Zarówno mistrzami świata juniorów jak i mistrzyniami świata juniorów zostali Kanadyjczycy.
W turnieju wzięło udział po 10 drużyn męskich i żeńskich reprezentujących 11 państw.
Bułgaria gościła mistrzostwa świata juniorów w curlingu po raz pierwszy. Po raz pierwszy turniej mistrzowski w curlingu (wliczając również turnieje seniorskie i mistrzostwa Europy) odbył się na wschód od dawnej żelaznej kurtyny.

## System rozgrywek
Round Robin rozegrany został w systemie kołowym (każdy z każdym). Odbyło się 9 kolejek. Do fazy play-off awansowały cztery najlepsze drużyn. W półfinałach 1 drużyna po Round Robin zagrała z 4 drużyną, a 2 z 3. Zwycięzcy półfinałów zagrali o mistrzostwo w finale. Nie odbyły się mecze o brązowy medal.

## Kobiety

### Reprezentacje
| Państwo           | Czwarta            | Trzecia               | Druga              | Otwierająca        | Rezerwowa           |
| ----------------- | ------------------ | --------------------- | ------------------ | ------------------ | ------------------- |
| Bułgaria          | Marina Karagiozowa | Zwetelina Karagiozowa | Rumiana Atanasowa  | Anna Tzanewa       | Rousiana Rouskowa   |
| Dania             | Angelina Jensen    | Dorthe Holm           | Kamilla Schack     | Helene Jensen      | Charlotte Hedegaard |
| Kanada            | Kim Gellard        | Cori Beveridge        | Lisa Savage        | Sandy Graham       | Heather Crockett    |
| Japonia           | Hitomi Suzuki      | Mika Hori             | Fumiko Hirosawa    | Kozue Hasegawa     | Yumiko Abe          |
| Niemcy            | Gerrit Müller      | Marion Klotz          | Anja Messenzehl    | Manon Stockhammar  | Britta Weddige      |
| Norwegia          | Marianne Haslum    | Kristin Løvseth       | Elisabeth Sandberg | Hege Korstadshagen | Ellen Kittelsen     |
| Stany Zjednoczone | Erika Brown        | Debbie Henry          | Stacey Liapis      | Analissa Johnson   | Allison Darragh     |
| Szkocja           | Gillian Howard     | Kirsty Hynd           | Alison Kinghorn    | Sandra Hynd        | Fiona Brown         |
| Szwajcaria        | Manuela Kormann    | Sandra Zaugg          | Miriam Wymann      | Isabelle Zaugg     | Brigitte Portmann   |
| Szwecja           | Ulrika Bergman     | Margaretha Lindahl    | Anna Bergström     | Maria Zackrisson   | Maria Engholm       |

pogrubieniem oznaczono skipów.

### Round Robin
| Państwo           | W | P |
| ----------------- | - | - |
| Kanada            | 8 | 1 |
| Dania             | 7 | 2 |
| Stany Zjednoczone | 6 | 3 |
| Szwecja           | 6 | 3 |
| Norwegia          | 5 | 4 |
| Szwajcaria        | 5 | 4 |
| Szkocja           | 4 | 5 |
| Niemcy            | 2 | 7 |
| Japonia           | 2 | 7 |
| Bułgaria          | 0 | 9 |

     Kwalifikacja do fazy play-off

### Play-off
|  |           |                   |                   |                   |   |        |        |       |
|  | Półfinały | Półfinały         | Półfinały         |                   |   | Finał  | Finał  | Finał |
|  | Półfinały | Półfinały         | Półfinały         |                   |   | Finał  | Finał  | Finał |
|  |           |                   |                   |                   |   |        |        |       |
|  |           |                   |                   |                   |   |        |        |       |
|  | 1         | Kanada            | 8                 |                   |   |        |        |       |
|  | 1         | Kanada            | 8                 |                   |   |        |        |       |
|  | 4         | Szwecja           | 2                 |                   |   |        |        |       |
|  | 4         | Szwecja           | 2                 |                   |   | Kanada | Kanada | 9     |
|  |           |                   |                   |                   |   | Kanada | Kanada | 9     |
|  |           |                   | Stany Zjednoczone | Stany Zjednoczone | 7 |        |        |       |
|  | 2         | Dania             | Stany Zjednoczone | Stany Zjednoczone | 7 | 6      |        |       |
|  | 2         | Dania             |                   |                   |   |        |        |       |
|  | 3         | Stany Zjednoczone | 7                 |                   |   |        |        |       |
|  | 3         | Stany Zjednoczone | 7                 |                   |   |        |        |       |
|  |           |                   |                   |                   |   |        |        |       |

### Klasyfikacja końcowa
|  | Mistrzynie świata juniorów     |
|  | Wicemistrzynie świata juniorów |
|  | 3 miejsce                      |

| Państwo           | Skip               |
| ----------------- | ------------------ |
| Kanada            | Kim Gellard        |
| Stany Zjednoczone | Erika Brown        |
| Dania             | Angelina Jensen    |
| Szwecja           | Margaretha Lindahl |
| Norwegia          | Marianne Haslum    |
| Szwajcaria        | Manuela Kormann    |
| Szkocja           | Gillian Howard     |
| Niemcy            | Gerrit Müller      |
| Japonia           | Hitomi Suzuki      |
| Bułgaria          | Marina Karagiozowa |

## Mężczyźni

### Reprezentacje
| Państwo           | Czwarty            | Trzeci                 | Drugi             | Otwierający       | Rezerwowy        |
| ----------------- | ------------------ | ---------------------- | ----------------- | ----------------- | ---------------- |
| Bułgaria          | Iwajło Petrow      | Kirił Kiriłow          | Bojidar Momerin   | Ianakiew Ewtimow  | Stanimir Petrow  |
| Kanada            | Colin Davison      | Kelly Mittelstadt      | Scott Pfeifer     | Sean Morris       | Rob Simpson      |
| Dania             | Johnny Frederiksen | Kenneth Hertsdahl      | Lars Vilandt      | Bo Jensen         | Lars Nissen      |
| Francja           | Spencer Mugnier    | Thomas Dufour          | Sylvain Ducroz    | Philippe Caux     | Cyrille Prunet   |
| Japonia           | Hiroshi Sato       | Nobumitsu Fujisawa     | Yoshihiro Kataoka | Naoki Kudo        | Hidetaka Sunaga  |
| Niemcy            | Daniel Herberg     | Stephan Knoll          | Oliver Trevisiol  | Markus Rohrmoser  | Hans-Peter Kiess |
| Stany Zjednoczone | Mike Peplinski     | Craig Brown            | Ryan Braudt       | Cory Ward         | Ryan Quinn       |
| Szkocja           | Craig Wilson       | Neil Murdoch           | Ricky Burnett     | Craig Strawhorn   | Euan Byers       |
| Szwajcaria        | Yannick Renggli    | Chrislian Razafimahefa | Gregory Renggli   | Patrick Tinembart | Ralph Stöckli    |
| Szwecja           | Per Granqvist      | Emil Marklund          | Peter Hillbom     | Emil Nordkvist    | Joakim Carlsson  |

pogrubieniem oznaczono skipów.

### Round Robin
| Państwo           | W | P |
| ----------------- | - | - |
| Stany Zjednoczone | 8 | 1 |
| Niemcy            | 6 | 3 |
| Szwajcaria        | 6 | 3 |
| Kanada            | 6 | 3 |
| Szkocja           | 5 | 4 |
| Szwecja           | 5 | 4 |
| Francja           | 4 | 5 |
| Dania             | 3 | 6 |
| Japonia           | 2 | 7 |
| Bułgaria          | 0 | 9 |

     Kwalifikacja do fazy play-off

### Play-off
|  |           |                   |           |        |   |       |        |       |
|  | Półfinały | Półfinały         | Półfinały |        |   | Finał | Finał  | Finał |
|  | Półfinały | Półfinały         | Półfinały |        |   | Finał | Finał  | Finał |
|  |           |                   |           |        |   |       |        |       |
|  |           |                   |           |        |   |       |        |       |
|  | 1         | Stany Zjednoczone | 5         |        |   |       |        |       |
|  | 1         | Stany Zjednoczone | 5         |        |   |       |        |       |
|  | 4         | Kanada            | 8         |        |   |       |        |       |
|  | 4         | Kanada            | 8         |        |   | 1     | Kanada | 6     |
|  |           |                   |           |        |   | 1     | Kanada | 6     |
|  |           |                   | 2         | Niemcy | 2 |       |        |       |
|  | 2         | Niemcy            | 2         | Niemcy | 2 | 7     |        |       |
|  | 2         | Niemcy            |           |        |   |       |        |       |
|  | 3         | Szwajcaria        | 2         |        |   |       |        |       |
|  | 3         | Szwajcaria        | 2         |        |   |       |        |       |
|  |           |                   |           |        |   |       |        |       |

### Klasyfikacja końcowa
|  | Mistrzowie świata juniorów     |
|  | Wicemistrzowie świata juniorów |
|  | 3 miejsce                      |

| Państwo           | Skip               |
| ----------------- | ------------------ |
| Kanada            | Colin Davison      |
| Niemcy            | Daniel Herberg     |
| Stany Zjednoczone | Mike Peplinski     |
| Szwajcaria        | Yannick Renggli    |
| Szkocja           | Craig Wilson       |
| Szwecja           | Per Granqvist      |
| Francja           | Spencer Mugnier    |
| Dania             | Johnny Frederiksen |
| Japonia           | Hiroshi Sato       |
| Bułgaria          | Iwajło Petrow      |